# Murjan Tower
A Murjan Tower egy tervezett felhőkarcoló a Bahreini Manámában. 1022 méter magas és 200 emeletes lenne.
Tulajdonosa és üzemeltetője egy svéd cég lenne, akinek a nevét hivatalosan még nem jelentették be, az építészeti és mérnöki munkát a dán Henning Larsen építészet vállalná.